# Alessio Tagliento

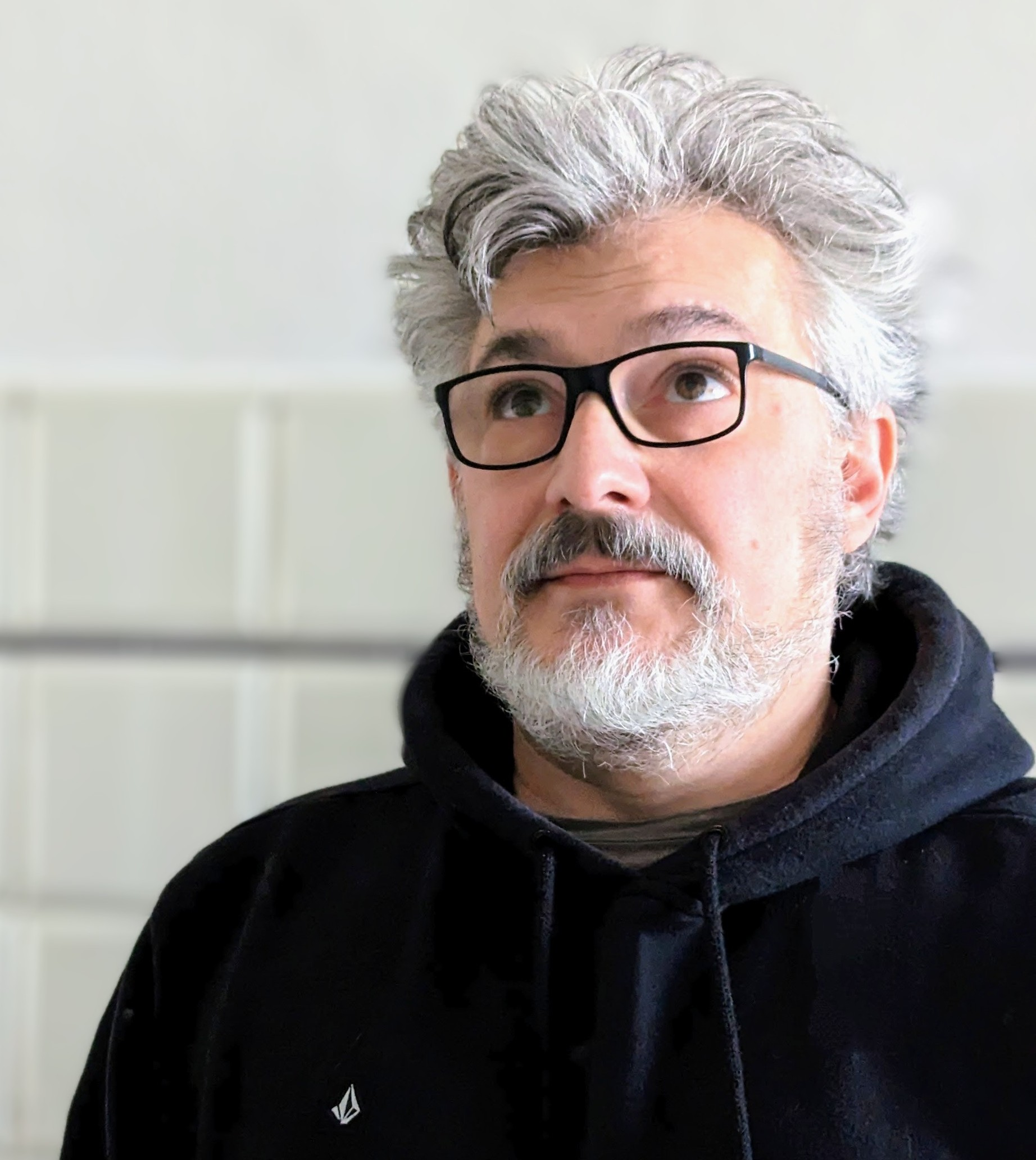

Alessio Tagliento (Milano, 16 gennaio 1970) è un autore televisivo, scrittore e regista teatrale italiano.

## Carriera
Alessio Tagliento è un autore televisivo e teatrale che ha iniziato la sua carriere artistica nel 1997 con il gruppo Laboratorio Scaldasole di Milano . È stato conduttore radiofonico per diverse emittenti radiofoniche fra cui Radio Popolare, dalla quale ha mutuato la schiettezza di comunicazione e consolidato le sue idee sociali.
Dal 2000 ha lavorato come autore per i principali format di comicità della televisione e del teatro comico italiano, fra cui Zelig, Colorado, Quelli che il calcio, il Primafestival di Sanremo e Mad in Italy (programma televisivo) ed è stato autore di Giorgio Panariello, Max Angioni, Marta e Gianluca, Raul Cremona, Gene Gnocchi, Walter Leonardi e molti altri. Ha collaborato alla realizzazione dei testi per progetti web, lavorando, ad esempio, con Vincenzo Albano, Pozzolis Family, Paolo Ruffini.
Dal 2017 è docente di recitazione comica, scrittura comica e public speaking.

## Esperienze e Formazione
Inizia a scrivere per sé stesso e per il duo comico Cajelli Tagliento (con Diego Cajelli) nel 1997 e nel 2000 accede al laboratorio di Zelig. Ha affiancato Paolo Beldì in alcune regie ed ha appreso i rudimenti di regia TV. Lo stesso vale per la regia teatrale, affiancando Walter Leonardi e Giampiero Solari. Ha frequentato corsi e masterclass di Angela Kang, David Sedaris, Matt Ritchey e Max Brooks.

## Autore

### Teatro
In teatro ha avuto modo di cimentarsi nella scrittura per diversi modi di fare comicità, partendo dalla Slapstick sino alla Stand-up comedy.
- 2003 - CCA - cinici comici acrobatici, regia di Paolo Rossi)
- 2004 - Scaldasole Night Live, regia di Walter Leonardi.
- 2004 - A prescindere, con Gianmarco Pozzoli, Gianluca De Angelis e Lucia Vasini, regia di Walter Leonardi[2]
- 2006 - Un’infanzia difficile, con Giancarlo Kalabrugovic
- 2010 - Panariello non esiste, con Giorgio Panariello, regia di Gianpiero Solari [3]
- 2010 - Diversamente comici, cabaret per non udenti
- 2011 - Volver, una telenovela comica, con Gianluca De Angelis
- 2014 - Real Illusion, di Gaetano Triggiano, regia di Arturo Brachetti [4][5]
- 2014 - Scotch, dei Falappa, regia di Walter Leonardi
- 2014 - Il Milapoletano, di Gianpaolo Gambi
- 2015 - Le Painteguanne Noire, tour di comicità ed erotismo [6]
- 2017 - Il Panariello che verrà, con Giorgio Panariello, regia di Gianpiero Solari [7][8]
- 2018 - Mi Piace, con Gabriele Cirilli
- 2018 - I-Ansia, dei Poi Ve Lo Dico, Premio ComicOff di Roma
- 2018 - A-Live, con The Pozzolis Family
- 2018 - Arrivederci Nord, con Riccardo Limoli
- 2019 - I Fantastici 4, con Dado, Dario Cassini, Massimo Bagnato e Carmine Faraco
- 2020 - Cinque minuti e scendo, con Vincenzo Albano
- 2020 - Tradire e il fare, con Vincenzo Albano
- 2021 - Miracolato, con Max Angioni
- 2021 - Tutte io, con Luce Pellicani
- 2022 - Volevo fare la Showgirl, con Gianpaolo Gambi
- 2022 - Cono o Coppetta, con Ginevra Fenyes, regia di Paolo Ruffini
- 2022 - Casa Abis, con i Casa Abis, regia di Paolo Ruffini
- 2023 - Pro Positiva, con Elena Di Cioccio
- 2023 - Entanglement e Jukebox della fisica con Gabriella Greison

### Televisione
- 2006 - Colorado Cafè (fino al 2009)
- 2006 - Quelli che il calcio [9] (fino al 2009)
- 2009 - Ogni maledetta domenica (autore per Giorgio Panariello)
- 2009 - Zelig (fino al 2025) [10][11][12]
- 2010 - Sketch Up (fino al 2011)
- 2011 - Central Station
- 2012 - Panariello non esiste [13][14][15]
- 2016 - Festival di Sanremo, autore per Marta e Gianluca
- 2016 - Fritness
- 2017 - Panariello Sotto l'Albero [16][17]
- 2019 - Miti D'Oggi con Marco Mazzocchi
- 2019 - Che Tempo Che Fa (autore fino al 2020 per Raul Cremona)
- 2021 - Un Paese A Dieta (fino al 2022)
- 2021 - Le Iene (fino al 2025)
- 2021 - Festival di Sanremo - Primafestival (fino al 2025)
- 2022 - Miracolato (autore per Max Angioni)
- 2024 - Mad In Italy (autore) con Gigi e Ross e Elisabetta Gregoraci.
- 2025 - Eurovision Song Contest (autore)

### Radio
- 2000 - Strane Storie, Radio Popolare con Cristiano Valli
- 2000 - Popotrek, Radio Popolare
- 2000 - Scaldasole Giovedì Night Live, Radio Popolare (fino al 2004)
- 2003 - R105, autore di Ylenia Baccaro
- 2011 - Checossè l'amor, condotto dai Sagapò, Radio2 [18]
- 2015 - collaborazione con Carlo Nicoletti per RTL102.5 (fino al 2004)
- 2016 - Chiacchierpillar, su Caterpillar, Radio2 [19]
- 2021 - Natale in Casa Radio2, condotto da Elena di Cioccio e Max Angioni [20]

## Libri
- Giancarlo Kalabrugovic, Carlo Turati, Alessio Tagliento: C'hai le sigarette, Kowalski, 2009 ISBN 8874967640
- Danilo De Biasio (a cura di), Ma libera veramente. Trent'anni di Radio Popolare: voci, parole, immagini, Milano, Editore Kowalski, 2006.
- Carlo Amatetti (a cura di), Je suis Charlie? La satira riflette su se stessa (ma le viene da ridere), Sagoma Editore, Anno: 2015. ISBN 9788865060551
- Giancarlo Kalabrugovic, Carlo Turati, Alessio Tagliento: Kalafumo Manuale filosofico per smettere di fumare, Fivestore, 2011.
- Antitutorial e Controstoria, rubriche su Lupo Magazine. Panini Comics, 2017/2018
- con Max Angioni, Mistero Brutto, Mondadori ISBN 9788891838049